# Voldemārs Pūce
Voldemārs Pūce, né le 24 août 1906 à Vestienas pagasts et mort le 21 juillet 1981 à Riga en Lettonie, est un réalisateur et metteur en scène letton.

## Biographie
Voldemārs Pūce était le troisième des quatre enfants de Pēteris et Emīlija Pūce. Il est né dans la maison Rēzēni du Vestienas pagasts dans le Gouvernement de Livonie sous Empire russe, dans la famille des serviteurs. Il était scolarisé à l'école paroissiale de Vestiena, puis, à Riga. Très jeune il fréquentait le studio d'art dramatique de l'Association d'acteurs lettons (Latviešu aktieru biedrība).
Le parcours cinématographique de Voldemārs Pūce a commencé pendant la première période d'indépendance de Lettonie, quand il devint assistant réalisateur du film Lāčplēsis (lv) d'Aleksandrs Rusteiķis en 1930. En 1935-1944, il dirigeait la troupe de Latvijas drāmas ansamblis. En 1938, à l'Opéra de Riga, il a mis en scène Pagliacci.
En 1943-1944, sous le gouvernement de Reichskommissariat Ostland, il était le directeur du studio cinématographique de Riga où on tournait principalement les films de propagande. Le 1er juin 1944, le réalisateur se marie avec l'actrice Daila Kukaine-Pūce.
À la fin de la Seconde Guerre mondiale, Pūce émigre en Allemagne, mais revient en 1947. Il participe comme deuxième réalisateur au tournage du film soviétique Rainis (lv) de Youli Raizman dont le tournage a débuté en 1948. Il est arrêté le 13 octobre de la même année par la Tcheka sur son lieu de travail pour sa contribution au film de propagande nazi Sarkanā migla de Konstantīns Tumilis (1942). Il est condamné à 25 ans de camps et déporté à Vorkouta. Son épouse et leur fils Kaspars âgé de sept mois ont été déportés à leur tour l'année suivante en tant que membres de la famille d'un ennemi du peuple. En Sibérie, naquit leur fille Dace. Ils sont libérés seulement après la mort de Staline, le 28 juin 1956. De retour en Lettonie, la famille habite à Teika, rue Kuršu.
En 1959-1963, Pūce était metteur en scène au Théâtre de marionnettes de Lettonie, puis, en 1963-1978, au Théâtre d’Opérette de Riga. Entre-temps, en 1962, il fait représenter Don Carlos à l'Opéra de Riga. En 1968, il est invité pour le tournage du film de Riga Film Studio Le Temps des arpenteurs adapté du roman éponyme de Reinis et Matīss Kaudzīte, dont la plupart des épisodes sont tournés dans sa région natale.
Pūce a écrit le livre autobiographique qui sortit après sa mort Nelaikā piebaidīts : atmin̦u stāsti (Rīga : "Liesma", 1982, OCLC : 12080611).
Le réalisateur est inhumé au cimetière Rainis à Riga.

## Famille
- épouse - actrice Daila Kukaine-Pūce (1924-1975)
- fils - Inesis Kaspars Pūce, né le 2 août 1948, acteur[4]
- fille - Dace Pūce, violoncelliste.
- fils - Valts Pūce, né le 7 février 1962, compositeur

## Filmographie
- 1930 : Lāčplēsis (lv) - assistant réalisateur
- 1936 : Mūsu pelēkais dārgakmens (documentaire)
- 1940 : Latvji, brauciet jūriņā! (documentaire)
- 1941 : Kaugurieši
- 1968 : Le Temps des arpenteurs - également scénariste